# Winkl (Gemeinde Aigen-Schlägl)
Winkl ist eine Ortschaft in der Gemeinde Aigen-Schlägl im Bezirk Rohrbach in Oberösterreich.

## Geographie

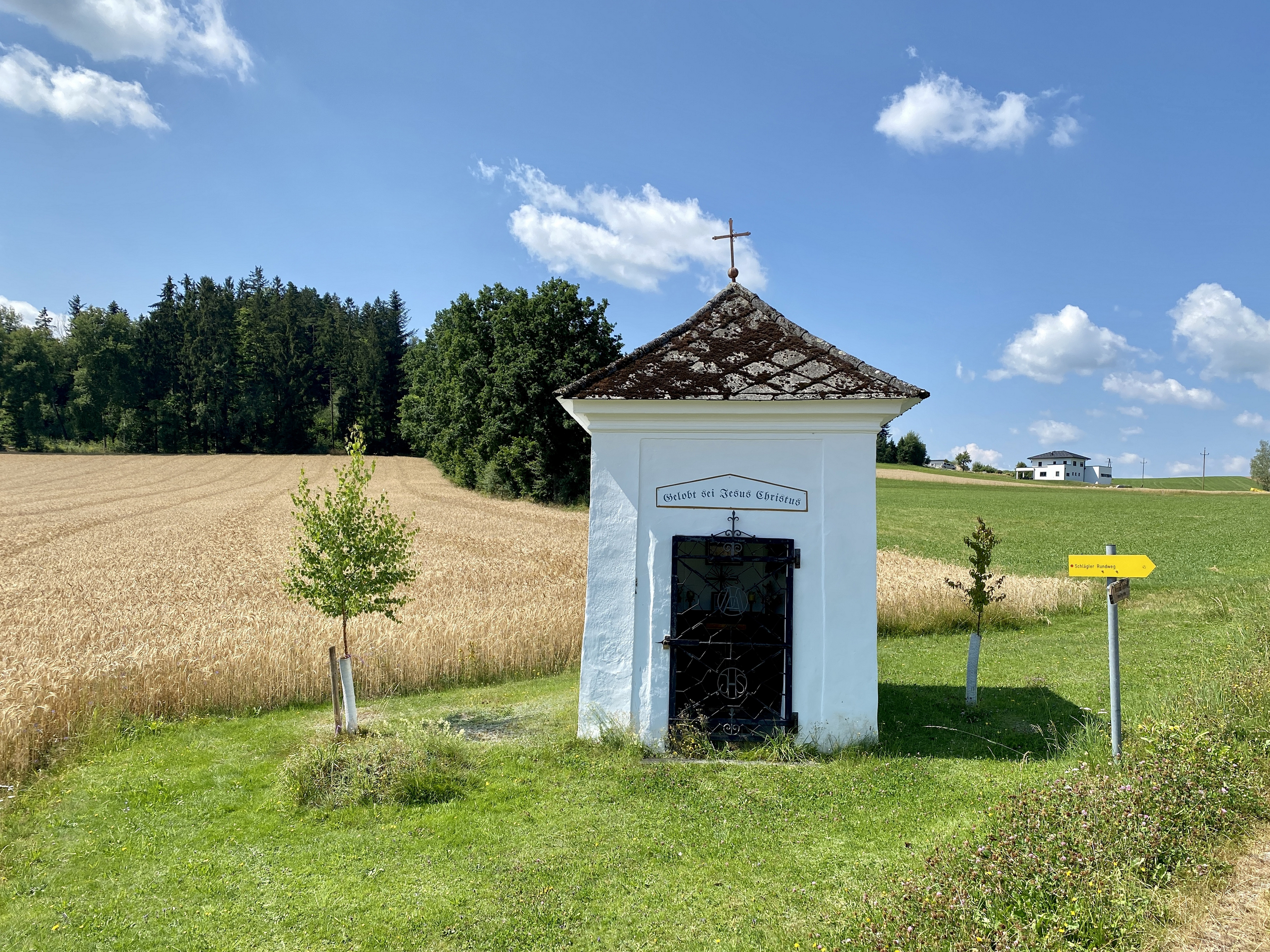
Kapelle bei Winkl

Die Rotte befindet sich südöstlich des Gemeindehauptorts Aigen im Mühlkreis. Die Ortschaft umfasst einschließlich des Weilers Wiedersödt 20 Adressen (Stand: 1. April 2020). Sie gehört zum Einzugsgebiet der Großen Mühl. Winkl ist Teil der 22.302 Hektar großen Important Bird Area Böhmerwald und Mühltal.

## Geschichte
Die römisch-katholische Pfarrzugehörigkeit von Winkl wechselte 1775, auf Anordnung von Fürstbischof Leopold Ernst von Firmian, von Rohrbach zu Aigen. Im Jahr 1957 wurde ein Löschteich im Ort angelegt. Bis zur Gemeindefusion von Aigen im Mühlkreis und Schlägl am 1. Mai 2015 gehörte die Ortschaft zur Gemeinde Schlägl.

## Kultur und Sehenswürdigkeiten
Der 8,2 km lange Wanderweg Schlägler Rundweg führt durch Winkl.